# Suad Fileković
Suad Fileković (Liubliana, RFS de Yugoslavia, 16 de septiembre de 1978) es un exfutbolista esloveno de ascendencia bosníacokosovar que jugaba como lateral izquierdo.

## Selección nacional
Fue internacional con la selección de fútbol de Eslovenia en 14 ocasiones.

### Participaciones en Copas del Mundo
| Mundial                        | Sede      | Resultado      | Partidos | Goles |
| ------------------------------ | --------- | -------------- | -------- | ----- |
| Copa Mundial de Fútbol de 2010 | Sudáfrica | Fase de grupos | 0        | 0     |

### Participaciones en Eurocopas
| Copa                    | Sede    | Resultado      |
| ----------------------- | ------- | -------------- |
| Eurocopa Sub-16 de 1995 | Bélgica | Fase de grupos |

## Clubes
| Club                  | País       | Año       |
| --------------------- | ---------- | --------- |
| NK Olimpija Ljubljana | Eslovenia  | 1997-1999 |
| NK Maribor            | Eslovenia  | 1999-2003 |
| HNK Hajduk Split      | Croacia    | 2004      |
| Ergotelis FC          | Grecia     | 2005      |
| RE Mouscron           | Bélgica    | 2005-2006 |
| Krylia Sovetov Samara | Rusia      | 2006-2007 |
| NK Maribor            | Eslovenia  | 2008-2009 |
| Barnsley FC           | Inglaterra | 2009      |
| NK Maribor            | Eslovenia  | 2010      |
| Hapoel Ashkelon       | Israel     | 2011      |
| NK Železničar Maribor | Eslovenia  | 2012      |
| FC Großklein          | Austria    | 2012-2013 |
| NK Malečnik           | Eslovenia  | 2013-2014 |

## Palmarés

### Campeonatos nacionales
| Título                    | Club       | País      | Año  |
| ------------------------- | ---------- | --------- | ---- |
| Primera Liga de Eslovenia | NK Maribor | Eslovenia | 2000 |
| Primera Liga de Eslovenia | NK Maribor | Eslovenia | 2001 |
| Primera Liga de Eslovenia | NK Maribor | Eslovenia | 2002 |
| Primera Liga de Eslovenia | NK Maribor | Eslovenia | 2003 |
| Primera Liga de Eslovenia | NK Maribor | Eslovenia | 2009 |
| Supercopa de Eslovenia    | NK Maribor | Eslovenia | 2009 |
| Copa de Eslovenia         | NK Maribor | Eslovenia | 2010 |